# داروين أورتيز
داروين أورتيز (بالإنجليزية: Darwin Ortiz)‏ هو ساحر استعراضي وكاتب أمريكي، ولد في 1948.